# Notschrei-Loipe

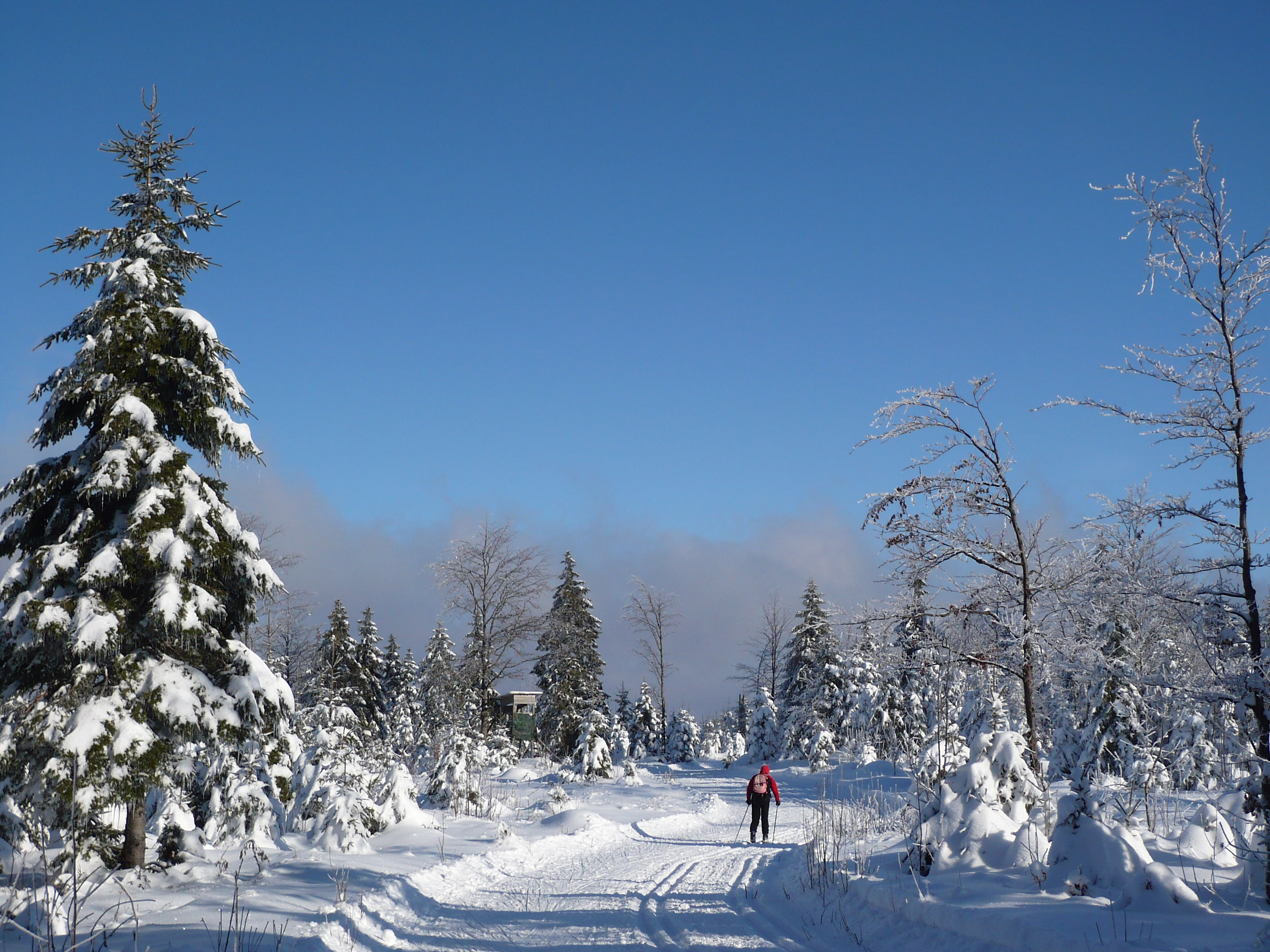
Auf der Schauinslandspur

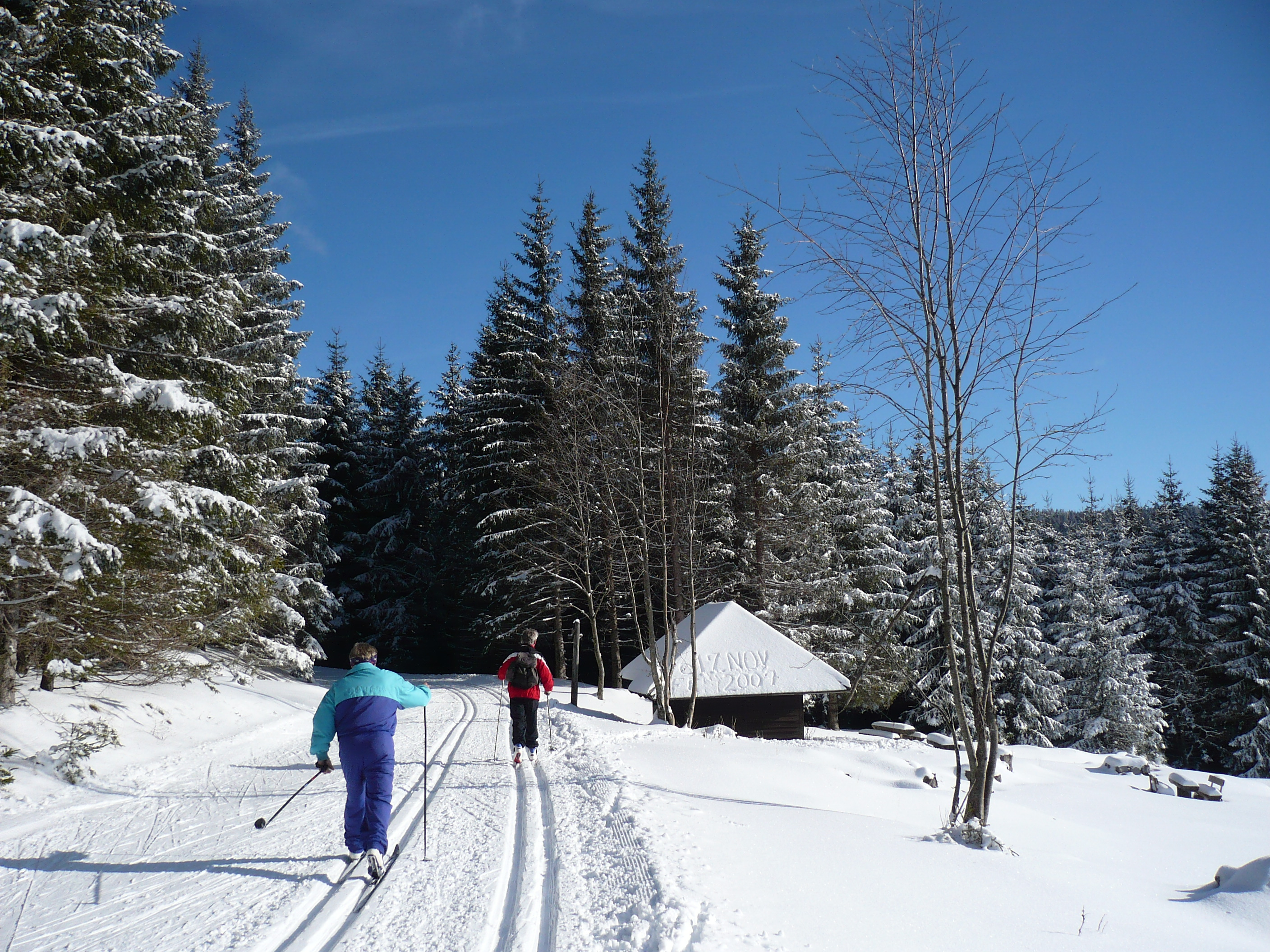
Auf der Stübenwasenspur

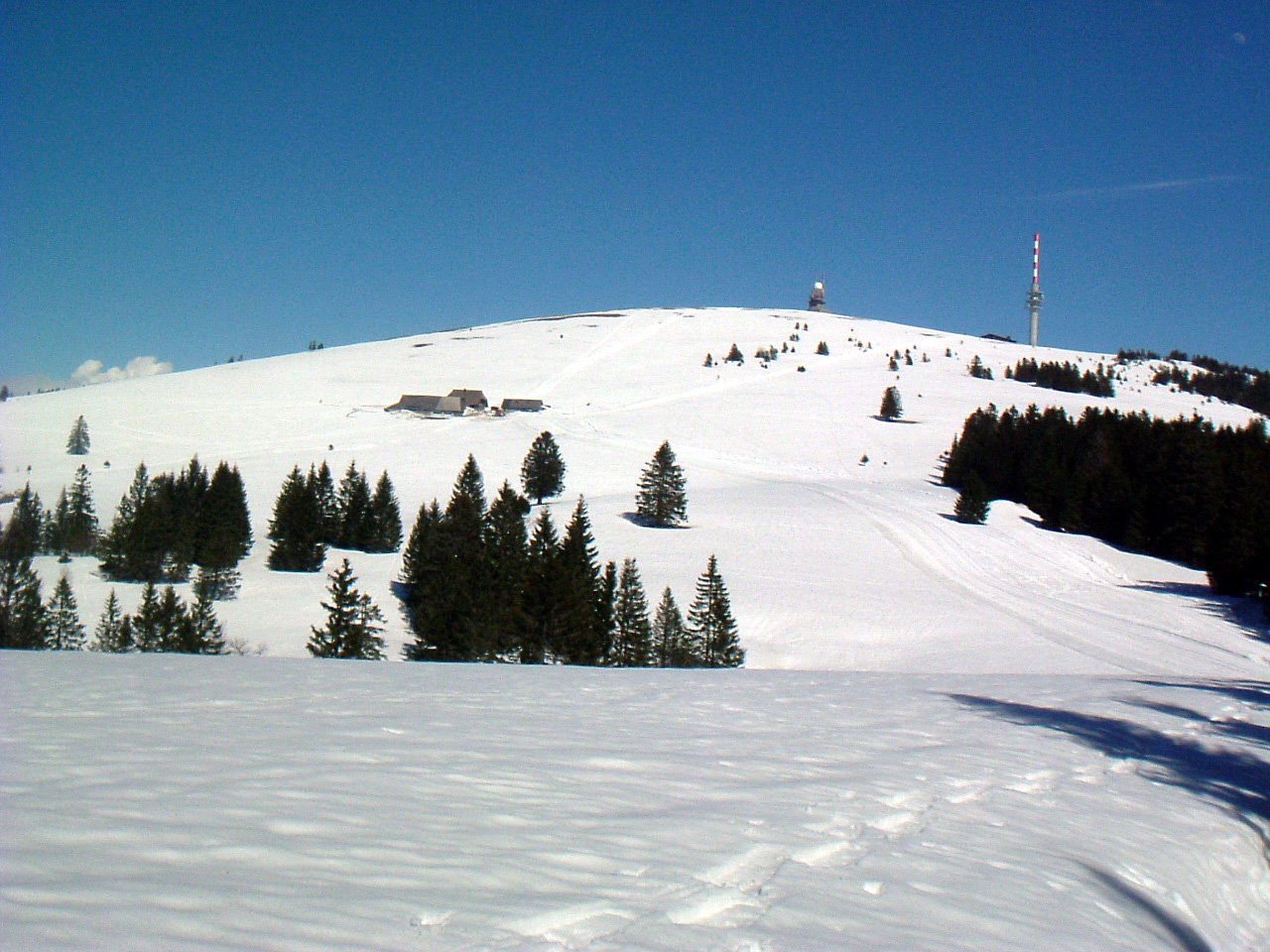
Blick auf den Feldberg mit St. Wilhelmer Hütte

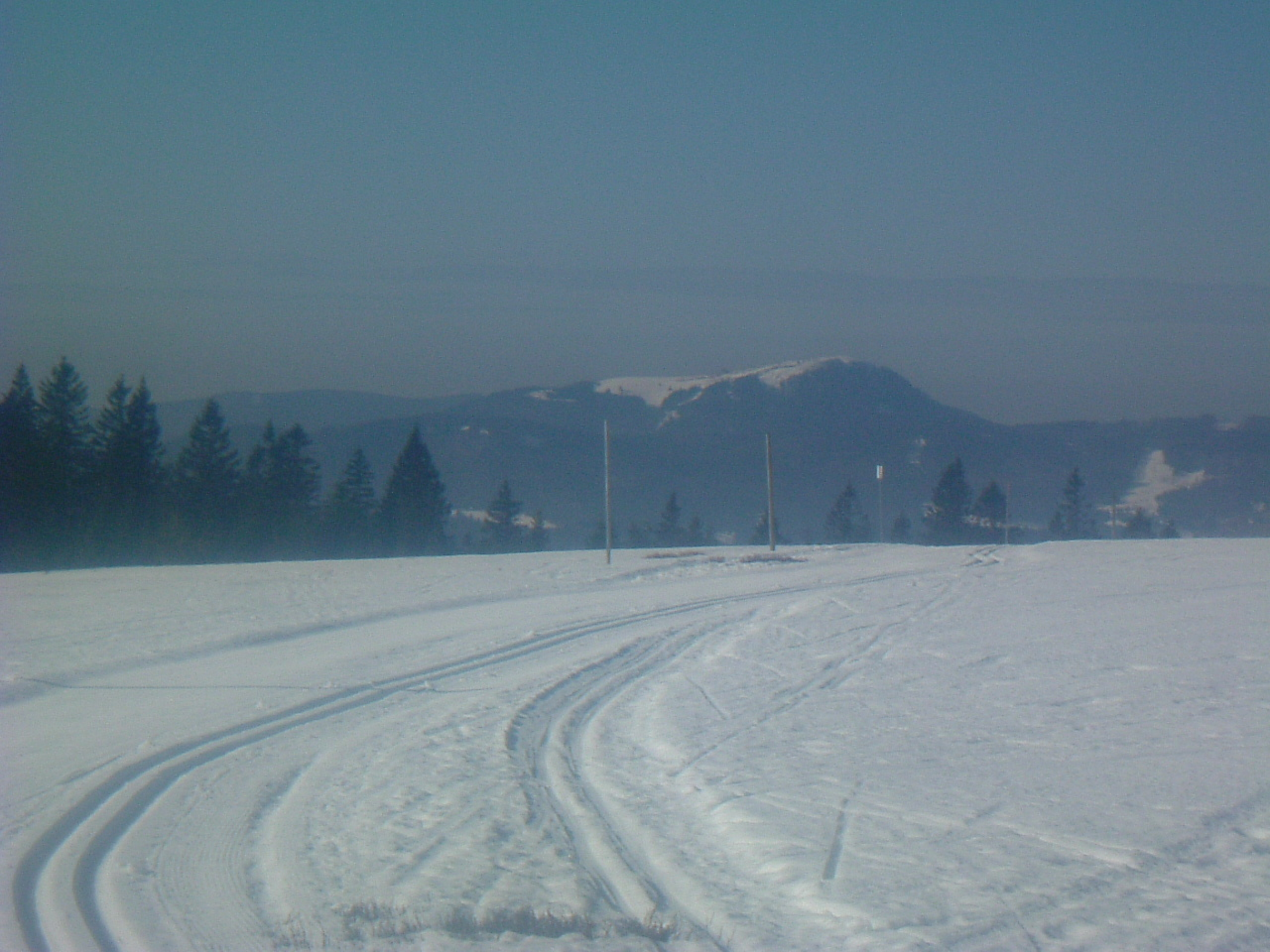
Am Stübenwasen mit Blick auf den Belchen

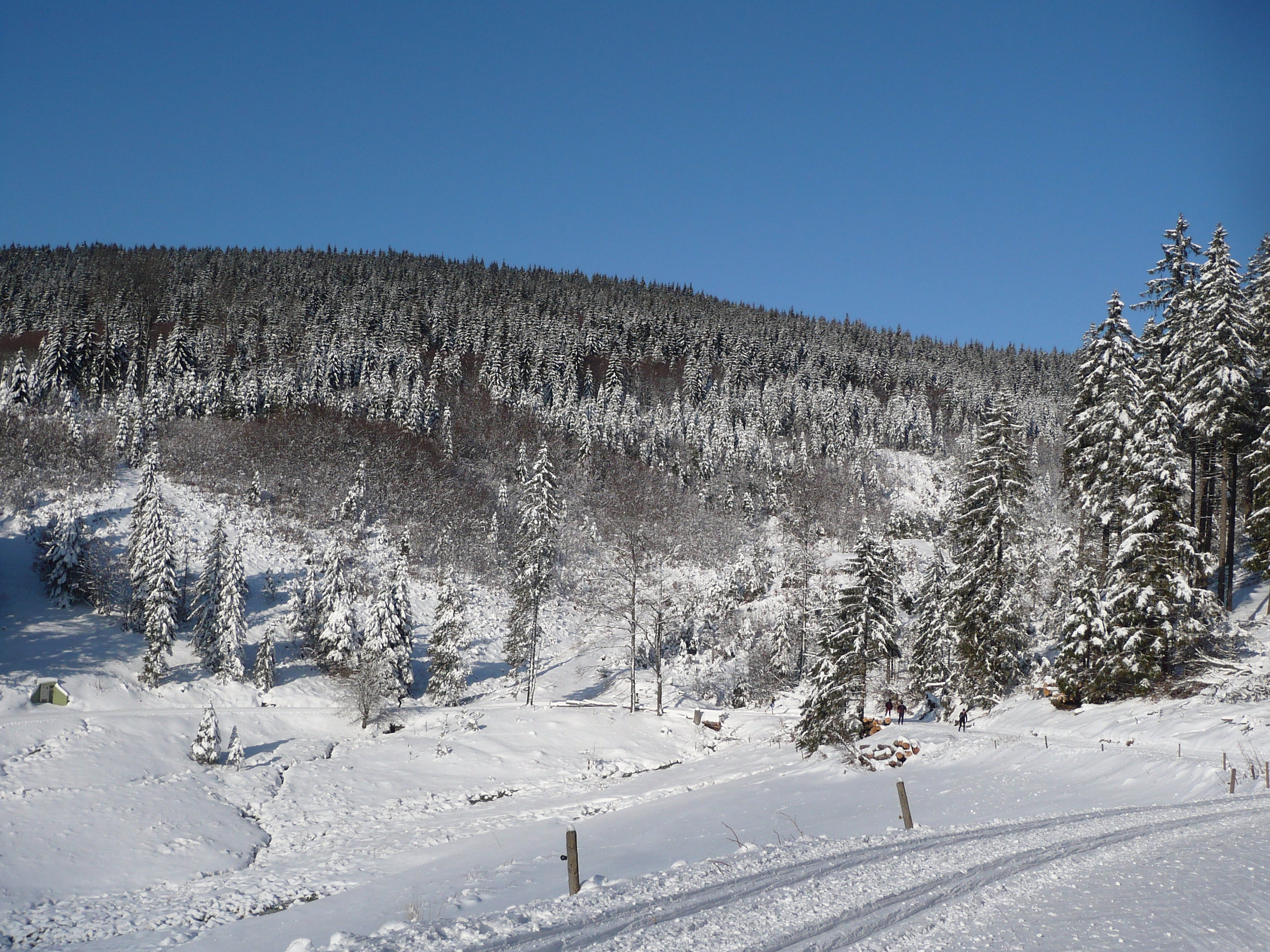
Talkessel oberhalb von Wieden

Die Notschrei-Loipen sind ein ca. 40 Kilometern Länge umfassendes Loipennetz am Notschrei (1119 m ü. NHN), einem Pass zwischen Oberried (im Norden) und Todtnau (im Süden) im Schwarzwald und einer der fünf Biathlonstützpunkte in Baden-Württemberg.

## Loipen
Am Notschrei beginnen vier Loipen:
- Stübenwasenspur (20 km, vom Notschrei (1119 m) über den Stübenwasen (1386 m) zur Todtnauer Hütte (ca. 1300 m) am Feldberg und zurück. Der Höhenunterschied beträgt 260 Meter, die Gesamtsumme der Steigungen 550 Meter. Abkürzungen: 6 km, 11 km, 13 km und 15 km), Anschlüsse nach Muggenbrunn, an die Loipen in Todtnauberg und am Feldberg. Der Streckenverlauf der Stübenwasenspur ist in den letzten Jahren mehrfach geändert worden: So führt die Strecke nicht mehr über das Biathlongelände und um den Ahornkopf, dafür ist die Loipe im Anfangsteil um eine Schleife und einen Anstieg erweitert worden.
- Schauinslandspur (18 km, vom Notschrei über den Trubelsmattkopf Richtung Wiedener Eck und oberhalb von Muggenbrunn zurück. Abkürzungen: 6 km, 9 km und 15 km), Anschlüsse nach Muggenbrunn, zum Berggasthof Knöpflesbrunnen und zum Wiedener Eck (von dort aus Verbindungsloipe zum Langlaufzentrum Hohtann)
- Haldenspur (Flutlichtloipe von je nach Schneelage variabler Streckenlänge, meist ca. 2,5 km, zugänglich über die Schauinslandspur (Abzweig nach ca. 1 km, Länge der Verbindungsloipe: ca. 1,5 km)), Anschluss an die Hofsgrunder Loipe und zur Bergstation Schauinsland
- Biathlonstrecke (ca. 3 km), auf der häufig regionale und überregionale Meisterschaften ausgetragen werden.

Alle Notschrei-Loipen sind Rundstrecken, führen also zum Ausgangspunkt zurück. Durch die zahlreichen Anschlussmöglichkeiten an die benachbarten Loipennetze können sie jedoch auch für Zielwanderungen benutzt werden. Der 100 km lange Fernskiwanderweg Schonach–Belchen verläuft zwischen Todtnauer Hütte und Hörnle auf den Notschrei-Loipen. Alle Loipen sind durchgängig für Klassisch und Skating gespurt.
Die Langläuferzahlen am Notschrei haben seit 2000 aufgrund der zunehmenden Popularität des Langlaufsports und des allgemeinen Schneemangels stark zugenommen, da die Stübenwasenspur zu den wenigen noch schneesicheren Loipen im Schwarzwald gehört.

## Betreiber
1975 wurde durch die Kommunen Freiburg im Breisgau, Kirchzarten, Münstertal, Oberried, Todtnau, Wieden und die Landesforstverwaltung Baden-Württemberg der gemeinnützige Verein Notschrei-Loipe e. V. gegründet. Neben den Gründungsmitgliedern sind seit 1997 rund 5.700 private Mitglieder eingeschrieben (Stand November 2018).
Der Verein Notschrei-Loipe e. V. betreibt am Start der Stübenwasenspur ein gastronomisch bewirtschaftetes Loipenhaus mit Duschen, WC und Wachsraum. In unmittelbarer Nähe befindet sich ein Service-Center mit Skiverleih, die Nordic-Schule und ein vereinseigener Parkplatz. Die einfachen Unterkünfte im 2. OG. des Loipenhauses sind derzeit lediglich den Trainingsgruppen vorbehalten.

## Biathlonstützpunkt Notschrei
Der Stützpunkt Notschrei, in der Trägerschaft des Olympiastützpunkts Freiburg-Schwarzwald e.V., ist seit vielen Jahren die wichtigste Anlaufstelle für Biathleten aus dem Schwarzwald und neben Gosheim, Schönwald, Ulm und dem Skiinternat Furtwangen der fünfte Biathlonstützpunkt in Baden-Württemberg. Die Anlage am Notschrei ist die einzige Kleinkaliberanlage in Baden-Württemberg für Wettkämpfe auf nationaler und internationaler Ebene. Installiert ist eine elektrische Scheibenanlage. Genutzt wird die Anlage auch als Sommertrainingslager. 2006 wurde beschlossen, den Biathlonstützpunkt für 750.000 Euro auszubauen.

## Sportliche Wettkämpfe (Auswahl)
Auf der Biathlonanlage und den Loipen am Notschrei werden regionale und überregionale Meisterschaften ausgetragen.
- Deutsche Meisterschaften im Biathlon für Jugend und Junioren 27. Februar – 2. März 2003
- Biathlon-Adventure Cup 18. Dezember  2004
- Baden-Württembergische Meisterschaften Biathlon 11. Februar 2006
- Biathlon-SV Cup 16. Dezember  2006
- Deutschland-Pokal 5. Januar – 7. Januar 2007
- JWM 2010
- IPC 2010
- Europäische Forstliche Nordische Skiwettkämpfe (EFNS) 2012
- Schweizer Meisterschaften im Biathlon 2019